# Habraão
Habraão Lincon do Nascimento Saraiva (Além Paraíba, 26 giugno 2001) è un calciatore brasiliano, difensore dell'Athl. Paranaense.

## Carriera
Habraão è entrato a far parte delle giovanili del Flamengo nel marzo 2019, in prestito dal Primavera. Un anno dopo, si è trasferito al Coritiba sempre in prestito, ma è rientrato al club originario nel febbraio 2021.
Il 13 marzo 2021 ha firmato per il Fortaleza venendo inizialmente assegnato all'Under-20. È stato promosso in prima squadra nel gennaio 2022, e ha firmato un contratto triennale il 10 febbraio, dopo il pagamento di R$ 200.000 per il 50% dei suoi diritti sportivi.
Ha esordito in prima squadra il 22 giugno 2022, sostituendo Moisés nella vittoria casalinga per 2-0 contro i rivali del Ceará, in Coppa del Brasile. Al suo debutto in Série A del 3 luglio successivo ha segnato il gol del momentaneo pareggio nella sconfitta esterna per 2-1 contro il Coritiba.
Il 18 aprile 2023 è stato ceduto in prestito all'ABC fino al termine dell'anno.

## Statistiche

### Presenze e reti nei club
Statistiche aggiornate al 6 giugno 2023.
| Stagione         | Squadra          | Campionato       | Campionato | Campionato | Coppe nazionali | Coppe nazionali | Coppe nazionali | Coppe continentali | Coppe continentali | Coppe continentali | Altre coppe | Altre coppe | Altre coppe | Totale | Totale | Totale |
| Stagione         | Squadra          | Comp             | Pres       | Reti       | Comp            | Pres            | Reti            | Comp               | Pres               | Reti               | Comp        | Pres        | Reti        | Pres   | Reti   |        |
| ---------------- | ---------------- | ---------------- | ---------- | ---------- | --------------- | --------------- | --------------- | ------------------ | ------------------ | ------------------ | ----------- | ----------- | ----------- | ------ | ------ | ------ |
| 2022             | Fortaleza        | PD/CE+A          | 0+5        | 1          | CB              | 2               | 0               | CL                 | 0                  | 0                  | CdN         | 0           | 0           | 7      | 1      |        |
| 2023             | Fortaleza        | PD/CE            | 1          | 0          | CB              | 0               | 0               | CL+CS              | 0                  | 0                  | CdN         | 0           | 0           | 1      | 0      |        |
| Totale Fortaleza | Totale Fortaleza | Totale Fortaleza | 6          | 1          |                 | 2               | 0               |                    | 0                  | 0                  |             | 0           | 0           | 8      | 1      |        |
| 2023             | ABC              | PD/PB+B          | 2+6        | 0          | CB              | 1               | 0               |                    | -                  | -                  |             | -           | -           | 9      | 0      |        |
| Totale carriera  | Totale carriera  | Totale carriera  | 14         | 1          |                 | 3               | 0               |                    | 0                  | 0                  |             | 0           | 0           | 17     | 1      |        |

## Palmarès

### Club

#### Competizioni regionali
- Copa do Nordeste: 1

Fortaleza: 2022

#### Competizioni statali
- Campionato Cearense: 2

Fortaleza: 2022, 2023